# Ectopimorpha hiulcops
Ectopimorpha hiulcops är en stekelart som beskrevs av Heinrich 1961. Ectopimorpha hiulcops ingår i släktet Ectopimorpha och familjen brokparasitsteklar. Inga underarter finns listade i Catalogue of Life.